# Edgar Caramelo
Edgar Jorge Vieira Caramelo mais conhecido como Edgar Caramelo (Lisboa, 3 de Abril de 1959) é um músico português). 
Frequentou o Conservatório de Lisboa e a Academia dos Amadores de Música, frequentou também a Escola de Jazz do Hot Clube. Frequentou a Escola Superior de Música de Lisboa. Fez parte do Trio de Carlos Bica, com quem posteriormente esteve em tounée na Alemanha com a cantora Maria João.  Foi membro fundador do Sexteto de Jazz de Lisboa com Tomás Pimentel, Jorge Reis, Mário Laginha, Mário Barreiros e Pedro Barreiros, com o qual gravou o disco "Ao encontro". Foi membro da Orquestra de Jazz do Hot Clube de Portugal com a qual gravou um disco tendo como convidados Benny Golson, Curtis Fuller, Greg Bandy e Perico Sanbeat. Fez parte da orquestra "Sons do Mundo" de Laurent Filipe, com o qual gravou o disco "Ad lib(itum)". Fez parte do Septeto de Tomás Pimentel e gravou o disco "Descolagem". Foi, com José Nogueira, José Menezes e José Francisco, fundador do 4teto de Saxofones do Porto. Tocou e gravou com diversos músicos, entre eles Zeca Afonso, José Mário Branco, Júlio Pereira, Sérgio Godinho, Vitorino ,António Chainho ,  Carlos do Carmo,Paulo Gonzo, Rui Veloso, Mafalda Veiga,Lena D` água ,Marta Plantier , Jorge Palma, Né Ladeiras, Rita Guerra, Carlos Mendes, Paulo de Carvalho, Fernando Tordo, Mário Mata, Luís Cília, Fausto Bordalo Dias, Trovante, GNR, Romanças ,Heróis do Mar, Táxi, Fúria do Açucar ,Afonsinhos do Condado ,Tito Paris ,Bana, Fantcha ,Waldemar Bastos , Filipe Mukenga, Cesária Évora. Vinicius  Cantuária, Caetano Veloso, Lenine, Zeca Baleiro, Maceo Parker, Hornheads, Ricky Peterson ...   Tocou e gravou (1994-2010) com os grupos de Pedro Abrunhosa   "Bandemónio"  e "Comité Caviar"  
Tempo Presente -Edgar Caramelo mantém a sua actividade  como freelancer em estúdio (excedendo já centena e meia de registos fonográficos)  e ao vivo , actua em Big Band ,com  seu Quarteto , Septeto de Tomás Pimentel , em dueto com Luis Barrigas ,  Sexteto de Jazz de Lisboa, André Gago & Beat Hotel Band e  "LUTA LIVRE " projecto de Luís Varatojo com Kika Santos, João Pedro Almendra,Nelson Cabral, Ivo Palitos ,Pedro Mourato ,Ricardo Pires  e Diogo Santos    